# علی عسگری (کارگردان)
علی عسگری (زادهٔ ۳ مرداد ۱۳۶۱) کارگردان، فیلمنامه‌نویس و تهیه‌کننده ایرانی است.

## زندگی و حرفه
عسگری در تهران به دنیا آمده است. او پس از فارغ‌التحصیلی از دانشگاه آزاد اسلامی در ۲۰۰۷، برای تحصیل در رشتهٔ سینما به ایتالیا رفت. پس از کارگردانی چندین فیلم کوتاه، در ۲۰۱۶ بخشی از فیلم گلچین در همان باغ را کارگردانی کرد.
عسگری اولین فیلم بلند خود را در ۲۰۱۷ با عنوان  ناپدید شدن ساخت که در هفتاد و چهارمین جشنواره فیلم ونیز در بخش فرعی افق‌ها و بعداً در چهل و دومین جشنواره فیلم تورنتو به نمایش درآمد. در ۲۰۲۲، فیلم او با نام تا فردا در هفتاد و دومین جشنواره فیلم برلین نمایش داده شد.  فیلم طنز آیات زمینی که او به همراه علیرضا خاتمی کارگردانی کرده بود، در بخش نوعی نگاه در جشنواره فیلم کن ۲۰۲۳ پذیرفته شد. پس از بازگشت به ایران، گذرنامهٔ عسگری موقتاً ضبط و از کارگردانی فیلم‌های دیگر منع شد.

## فیلم‌شناسی
- ناپدید شدن (۲۰۱۷)
- تا فردا (۲۰۲۲)
- آیات زمینی (۲۰۲۳)
- بالاتر از ابرهای اسیدی (۲۰۲۴)

## پیوندهای خارجی
- علی عسگری در بانک اطلاعات اینترنتی فیلم‌ها (IMDb)